# Marie Adam-Doerrer
Marie Adam-Doerrer (* 23. März 1838 in Mülhausen; † 29. Juli 1908 in Bern) war eine deutsch-schweizerische Frauenrechtlerin.

## Leben
Marie Adam-Doerrer stammte aus kleinbäuerlichen Verhältnissen und wuchs in Badischen auf. Sie erlernte den Beruf der Goldschmiedin und arbeitete später in Bern als Wäscherin. Sie trat der Sozialdemokratischen Partei (SP) bei, nachdem sie ihre Ersparnisse bei einem Bankzusammenbruch verloren hatte.
1887 gehörte sie zu den Mitbegründerinnen des bernischen Arbeiterinnenvereins und 1902 auch des Tagelöhnerinnenvereins von Bern, dessen Präsidentin sie bis 1908 war. Sie präsidierte ebenfalls den Wöchnerinnen-Unterstützungsverein. Sie vertrat ab 1898 die Arbeiterinnenorganisationen im Unionskomitee der Arbeiterunion Bern. Ab 1900 war sie Mitglied im Bund Schweizerischer Frauenvereine. Sie beteiligte sich ausserdem in der Kommission für die Wöchnerinnenversicherung.
Am Internationalen Frauenkongress 1904 in Berlin setzte sich Adam-Doerrer für die Zusammenarbeit der Arbeiterinnenbewegung mit bürgerlichen Frauenorganisationen ein und war 1906 Mitbegründerin der Sozialen Käuferliga der Schweiz.